# 呼子朝市

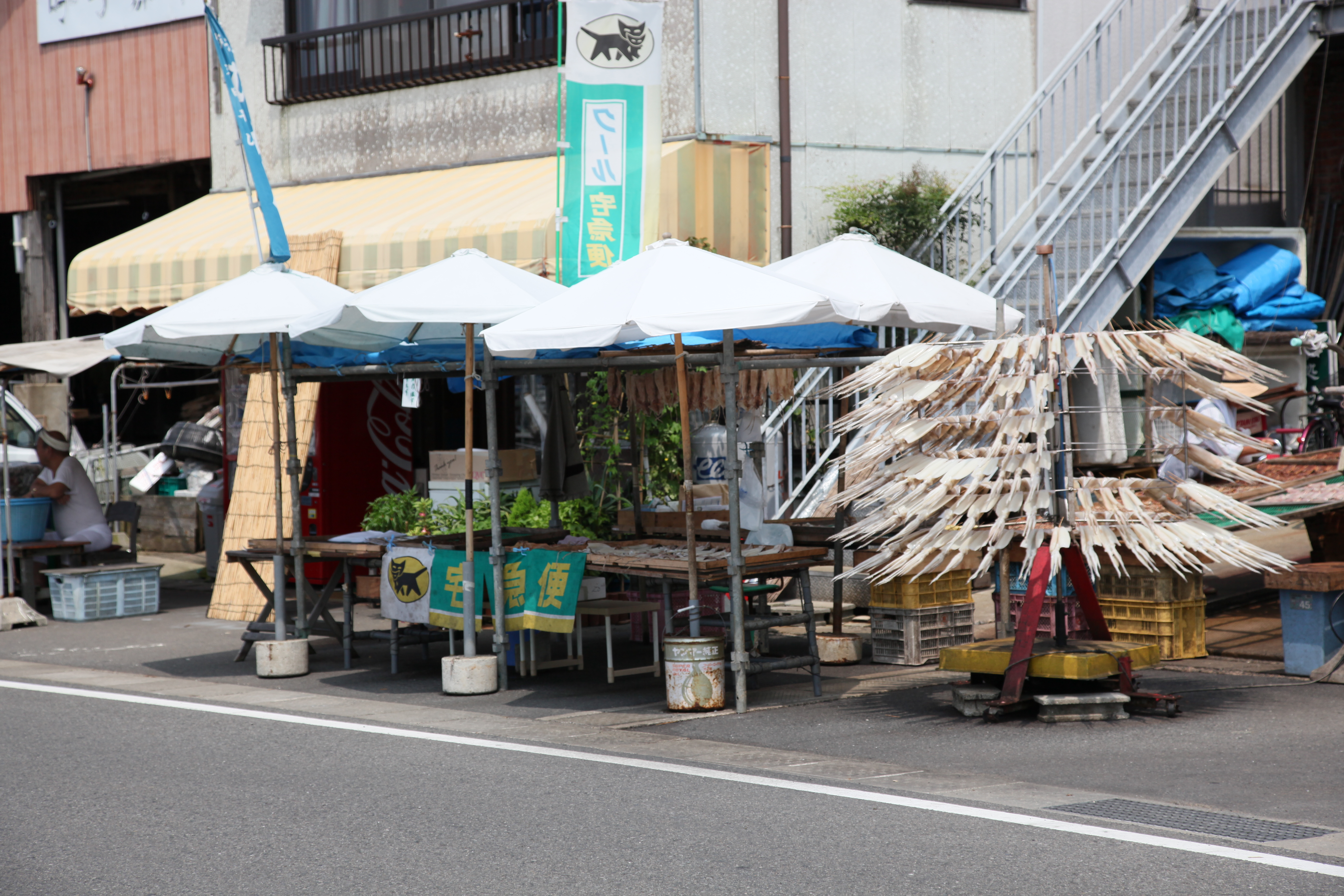
イカの天日干し

呼子朝市（よぶこあさいち）は、佐賀県唐津市呼子町呼子朝市通りで開かれる朝市。石川県輪島市の輪島朝市、千葉県勝浦市の勝浦朝市、岐阜県高山市の宮川朝市に次ぐ規模と歴史を有し、日本四大朝市とも称される。

## 歴史
大正時代に呼子に商店街が形成され、それまでの行商が商店の軒先に定着して販売するようになった。さらに呼子港に大きな船が着くようになってから人が集まり、朝市として機能するようになった。
もともとは組合が存在せず店主が適宜場所を選んで出店していたが、先着順による出店時間の早朝化などの問題があった。1998年に道路使用許可申請が義務化されたため、1999年に呼子商工会議所内に朝市組合が結成された（事務の一部はNPO法人SCRUM呼子に委託されている）。
朝市組合の組合員数は高齢化や後継者不足などから2000年の170人をピークに減少している。

## 特色
もとは呼子や近隣の島々の住民の生活型朝市だったが、国定公園の指定やイカのブランド化など観光客が集まる観光型朝市となっている。朝市には魚介類、季節の野菜や花、果物などの品が並べられる。

## 基本情報
開催場所
市道の通称「朝市通り」と名づけられた200ｍほどの通りに開かれる。
定休日
元日を除く午前の時間帯に開催される（商店街に店舗を持つ店主は午後は店舗敷地内で営業を行っている）。